# Cuadritensor

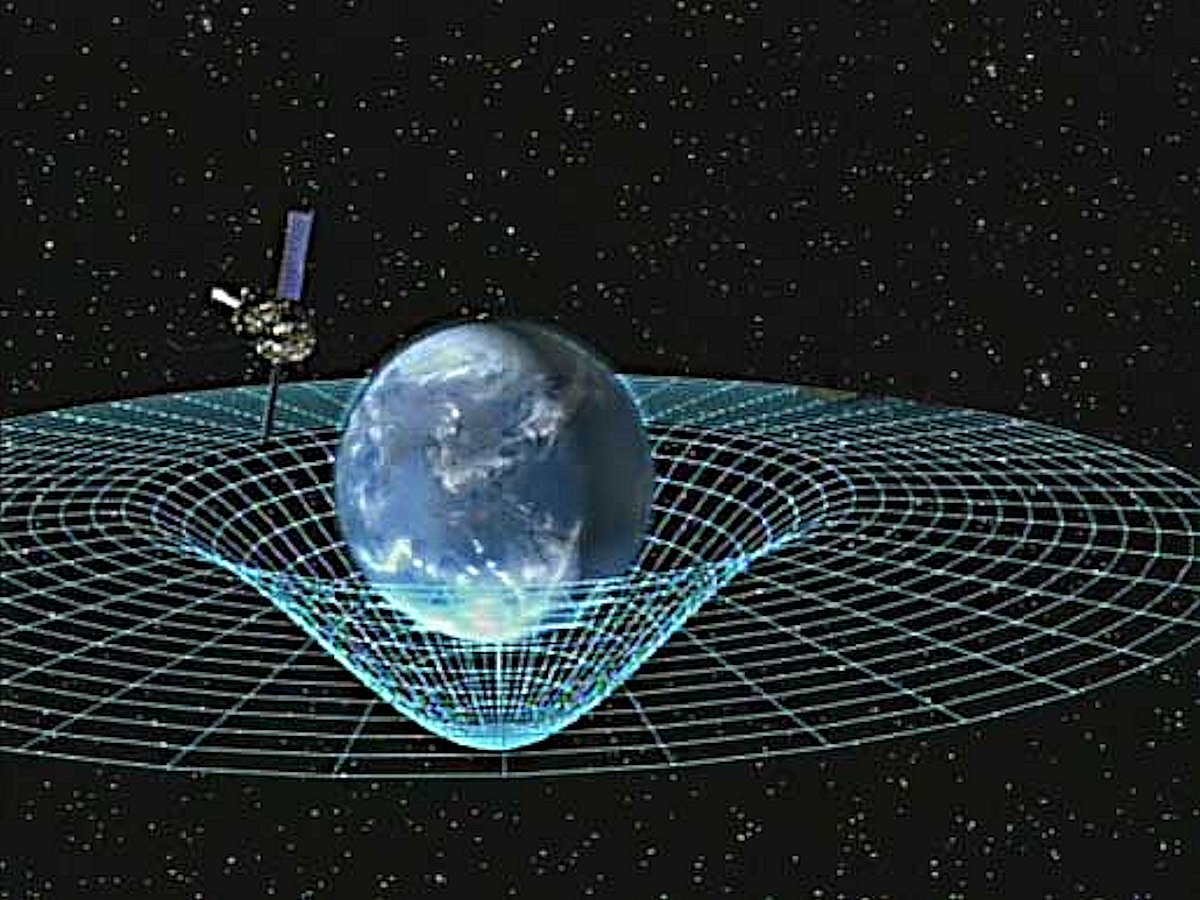
Concepto artístico de la sonda Gravity Probe B orbitando la Tierra para medir el espacio-tiempo, una descripción en cuatro dimensiones del universo que incluye altura, ancho, largo y tiempo.

En física, específicamente en la teoría de la relatividad especial y en la relatividad general, el término cuadritensor se utiliza como una abreviatura de tensor definido en un espacio-tiempo de cuatro dimensiones.

## Generalidades
Los cuadritensores generales habitualmente se escriben en notación tensorial indexada como
{\displaystyle A_{\;\nu _{1},\nu _{2},...,\nu _{m}}^{\mu _{1},\mu _{2},...,\mu _{n}}}
con los índices tomando valores enteros de 0 a 3, con 0 para las componentes temporales y 1, 2, 3 para las componentes espaciales. Poseen n índices contravariantes y m índices covariantes.
En la relatividad especial y general, muchos cuadritensores de interés son de primer orden (cuadrivectores) o de segundo orden, pero existen tensores de orden superior. A continuación se enumeran algunos ejemplos.
En relatividad especial, la base del vector puede restringirse a ser ortonormal, en cuyo caso todos los cuadritensores se transforman bajo la transformación de Lorentz. En la relatividad general, son necesarias transformaciones de coordenadas más generales, ya que en general tal restricción no es posible.

## Ejemplos

### Tensores de primer orden
En la relatividad especial, uno de los ejemplos no triviales más simples de un cuadritensor es el que representa cuatro desplazamientos:
{\displaystyle x^{\mu }=\left(x^{0},x^{1},x^{2},x^{3}\right)=(ct,x,y,z)}
un cuadritensor con rango contravariante 1 y rango covariante 0. Este tipo de tensores suelen conocerse como cuadrivectores. Aquí, la componente x0 = ct da el desplazamiento de un cuerpo en el tiempo (el tiempo de coordenadas t se multiplica por la velocidad de la luz c, de modo que x0 tiene dimensiones de longitud). Los componentes restantes de los cuatro desplazamientos forman el vector de desplazamiento espacial x = (x1, x2, x3).
El cuadrimomento para partículas con masa o para partículas sin masa es
{\displaystyle p^{\mu }=\left(p^{0},p^{1},p^{2},p^{3}\right)=\left({\frac {1}{c}}E,p_{x},p_{y},p_{z}\right)}
combinando su energía (dividida por c), p0 = E/c y la cantidad de movimiento p de orden 3 es 
p = (p1, p2, p3).
Para una partícula con masa invariante {\displaystyle m_{0}}, también conocida como masa en reposo, se definen cuatro impulsos
{\displaystyle p^{\mu }=m_{0}{\frac {dx^{\mu }}{d\tau }}}
siendo {\displaystyle \tau } el tiempo propio de la partícula.
La masa relativista es {\displaystyle m=\gamma m_{o}} con factor de Lorentz
{\displaystyle \gamma ={\frac {1}{\sqrt {1-{\frac {v^{2}}{c^{2}}}}}}={\frac {1}{\sqrt {1-\beta ^{2}}}}={\frac {dt}{d\tau }}}

### Tensores de segundo orden
El tensor métrico de Minkowski con base ortonormal para la convención de signos (−+++) es
{\displaystyle \eta ^{\mu \nu }={\begin{pmatrix}-1&0&0&0\\0&1&0&0\\0&0&1&0\\0&0&0&1\end{pmatrix}}\,}
Se utiliza para calcular elementos de línea y subir y bajar índices. Lo anterior se aplica a las coordenadas cartesianas. En la relatividad general, el tensor métrico viene dado por expresiones mucho más generales para coordenadas curvilíneas.
El momento angular L= x ∧ p de una partícula con masa relativista m y cantidad de movimiento p (medido por un observador en el sistema de referencia de un laboratorio) se combina con otra cantidad vectorial N= mx − pt (sin nombre estándar) en el tensor del momento angular relativista
{\displaystyle M^{\mu \nu }={\begin{pmatrix}0&-N^{1}c&-N^{2}c&-N^{3}c\\N^{1}c&0&L^{12}&-L^{31}\\N^{2}c&-L^{12}&0&L^{23}\\N^{3}c&L^{31}&-L^{23}&0\end{pmatrix}}}
con componentes
{\displaystyle M^{\alpha \beta }=X^{\alpha }P^{\beta }-X^{\beta }P^{\alpha }}
El tensor de energía-impulso de un continuo o campo generalmente toma la forma de un tensor de segundo orden y se denota por T. La componente temporal corresponde a la densidad de energía (energía por unidad de volumen), los componentes mixtos del espacio-tiempo a la densidad del momento (momento por unidad de volumen) y las partes puramente espaciales al tensor de tensión 3d.
El tensor de campo electromagnético combina el campo eléctrico E y el campo magnético B
{\displaystyle F^{\mu \nu }={\begin{pmatrix}0&-E_{x}/c&-E_{y}/c&-E_{z}/c\\E_{x}/c&0&-B_{z}&B_{y}\\E_{y}/c&B_{z}&0&-B_{x}\\E_{z}/c&-B_{y}&B_{x}&0\end{pmatrix}}}
El tensor de desplazamiento electromagnético combina la densidad de flujo eléctrico D y el campo magnético H de la siguiente manera
{\displaystyle {\mathcal {D}}^{\mu \nu }={\begin{pmatrix}0&-D_{x}c&-D_{y}c&-D_{z}c\\D_{x}c&0&-H_{z}&H_{y}\\D_{y}c&H_{z}&0&-H_{x}\\D_{z}c&-H_{y}&H_{x}&0\end{pmatrix}}.}
El tensor de magnetización-polarización combina los campos P y M
{\displaystyle {\mathcal {M}}^{\mu \nu }={\begin{pmatrix}0&P_{x}c&P_{y}c&P_{z}c\\-P_{x}c&0&-M_{z}&M_{y}\\-P_{y}c&M_{z}&0&-M_{x}\\-P_{z}c&-M_{y}&M_{x}&0\end{pmatrix}},}
Los tres tensores de campo están relacionados por
{\displaystyle {\mathcal {D}}^{\mu \nu }={\frac {1}{\mu _{0}}}F^{\mu \nu }-{\mathcal {M}}^{\mu \nu }\,}
lo que equivale a las definiciones de los campos D y H.
El momento dipolar químico d y el momento dipolar magnético μ de una partícula se unifican en un solo tensor
{\displaystyle \sigma ^{\mu \nu }={\begin{pmatrix}0&d_{x}&d_{y}&d_{z}\\-d_{x}&0&\mu _{z}/c&-\mu _{y}/c\\-d_{y}&-\mu _{z}/c&0&\mu _{x}/c\\-d_{z}&\mu _{y}/c&-\mu _{x}/c&0\end{pmatrix}},}
El tensor de Ricci es otro tensor de segundo orden.

### Tensores de orden superior
En la relatividad general, existen tensores de curvatura que tienden a ser de orden superior, como el tensor de curvatura y el tensor de curvatura de Weyl, ambos tensores de cuarto orden.